# Chung So-young
Chung So-young (koreanisch 정소영; * 4. März 1967) ist eine ehemalige Badmintonspielerin aus Südkorea.

## Sportliche Karriere
Chung So-young gewann die Goldmedaille im Damendoppel bei den Olympischen Sommerspielen 1992 gemeinsam mit ihrer Partnerin Hwang Hye-young. Des Weiteren siegte sie bei fast allen großen internationalen Turnieren im Badminton wie den All England, Singapur Open, Thailand Open, French Open, Malaysia Open und Japan Open. 1991 gewann sie den Asienmeistertitel.

## Sportliche Erfolge
| Saison | Veranstaltung      | Disziplin   | Platz | Name                             |
| ------ | ------------------ | ----------- | ----- | -------------------------------- |
| 1986   | All England        | Mixed       | 2     | Lee Deuk-choon / Chung So-young  |
| 1987   | US Open            | Damendoppel | 1     | Kim Ho-ja / Chung So-young       |
| 1987   | US Open            | Mixed       | 1     | Lee Deuk-choon / Chung So-young  |
| 1988   | Japan Open         | Damendoppel | 1     | Chung Myung-hee / Chung So-young |
| 1989   | Swedish Open       | Damendoppel | 1     | Chung Myung-hee / Chung So-young |
| 1988   | French Open        | Mixed       | 1     | Park Joo-bong / Chung So-young   |
| 1989   | Malaysia Open      | Mixed       | 1     | Park Joo-bong / Chung So-young   |
| 1989   | Thailand Open      | Damendoppel | 2     | Chung Myung-hee / Chung So-young |
| 1989   | Hong Kong Open     | Mixed       | 1     | Choi Sang-bum / Chung So-young   |
| 1989   | Hong Kong Open     | Damendoppel | 2     | Hwang Hye-young / Chung So-young |
| 1990   | French Open        | Mixed       | 1     | Kim Moon-soo / Chung So-young    |
| 1990   | Asienspiele        | Damendoppel | 2     | Gil Young-ah / Chung So-young    |
| 1990   | Malaysia Open      | Damendoppel | 1     | Chung Myung-hee / Chung So-young |
| 1990   | Thailand Open      | Damendoppel | 2     | Chung Myung-hee / Chung So-young |
| 1991   | Singapur Open      | Damendoppel | 1     | Chung Myung-hee / Chung So-young |
| 1991   | Malaysia Open      | Mixed       | 1     | Lee Sang-bok / Chung So-young    |
| 1991   | Malaysia Open      | Damendoppel | 1     | Hwang Hye-young / Chung So-young |
| 1991   | Thailand Open      | Mixed       | 1     | Lee Sang-bok / Chung So-young    |
| 1991   | Asienmeisterschaft | Damendoppel | 1     | Hwang Hye-young / Chung So-young |
| 1992   | Japan Open         | Damendoppel | 1     | Hwang Hye-young / Chung So-young |
| 1992   | Olympia            | Damendoppel | 1     | Chung So-young / Hwang Hye-young |
| 1993   | All England        | Damendoppel | 1     | Chung So-young / Gil Young-ah    |
| 1993   | Swedish Open       | Damendoppel | 1     | Chung So-young / Gil Young-ah    |
| 1993   | Japan Open         | Damendoppel | 1     | Chung So-young / Gil Young-ah    |
| 1994   | Japan Open         | Damendoppel | 1     | Chung So-young / Gil Young-ah    |
| 1994   | Asienspiele        | Damendoppel | 2     | Chung So-young / Gil Young-ah    |
| 1994   | Swedish Open       | Damendoppel | 1     | Chung So-young / Gil Young-ah    |
| 1994   | Asienspiele        | Mixed       | 1     | Yoo Yong-sung / Chung So-young   |
| 1994   | All England        | Damendoppel | 1     | Chung So-young / Gil Young-ah    |